# Honkajärvi (sjö i Puolango, Kajanaland)
Honkajärvi är en sjö i kommunen Puolango i landskapet Kajanaland i Finland. Den är 4,5 meter djup. Arean är 41 hektar och strandlinjen är 3,42 kilometer lång. Sjön  ingår i Kiminge älvs huvudavrinningsområde.   Den ligger omkring 53 kilometer norr om Kajana och omkring 520 kilometer norr om Helsingfors. 